# Innokenti Dmitrijewitsch Meltschakow
Innokenti Dmitrijewitsch Meltschakow (russisch Иннокентий Дмитриевич Мельчаков; * 8. Februarjul. / 21. Februar 1907greg. in Irkutsk; † unbekannt) war ein russischer Architekt und Hochschullehrer.

## Leben
Meltschakow trat 1927 in I. L. Kopylows Kunststudio in Irkutsk ein und verließ es 1930 mit dem Titel Künstler-Techniker. Anschließend ging er nach Leningrad und studierte Architektur an der Hochschule für Angewandte Kunst. Während des Studiums arbeitete er an Projekten zur Gestaltung von Leningrad mit und hörte nicht auf zu zeichnen. Auf der Ausstellung junger Künstler stellte er seine Architekturzeichnungen und Landschaften aus, die seine Meisterschaft zeigten. Mit der Diplomarbeit Architektenhaus in Leningrad schloss er das Studium ab und wurde dann auf Antrag der Institutsleitung von der Architektur-Akademie zur Aspirantur angenommen. Er beteiligte sich bereits an Wettbewerben und schlug 1937 ein Projekt für ein Denkmal für die Helden der Stratosphäre vor, das von der Akademie prämiiert wurde. Auch projektierte er die Moskauer Metro-Station Ismailowskaja.
1838 wurde Meltschakow in die USA geschickt zur Mitarbeit am sowjetischen Pavillon der 1939 New York World’s Fair. Zusammen mit J. J. Lansere und A. M. Solowjew gestaltete er das Pavilloninnere zur Darstellung der Leistungen der Volkswirtschaft der Sowjetunion. Auch fertigte er Zeichnungen der Pavillons von Frankreich, Japan, Belgien und anderen Ländern an, die er 1941 im Moskauer Haus der Architektur ausstellte.
In den ersten Tagen des Deutsch-Sowjetischen Krieges wurde Meltschakow mit der Tarnung der Moskauer Produktionsbetriebe und dem Schutz der Industriezonen beauftragt.

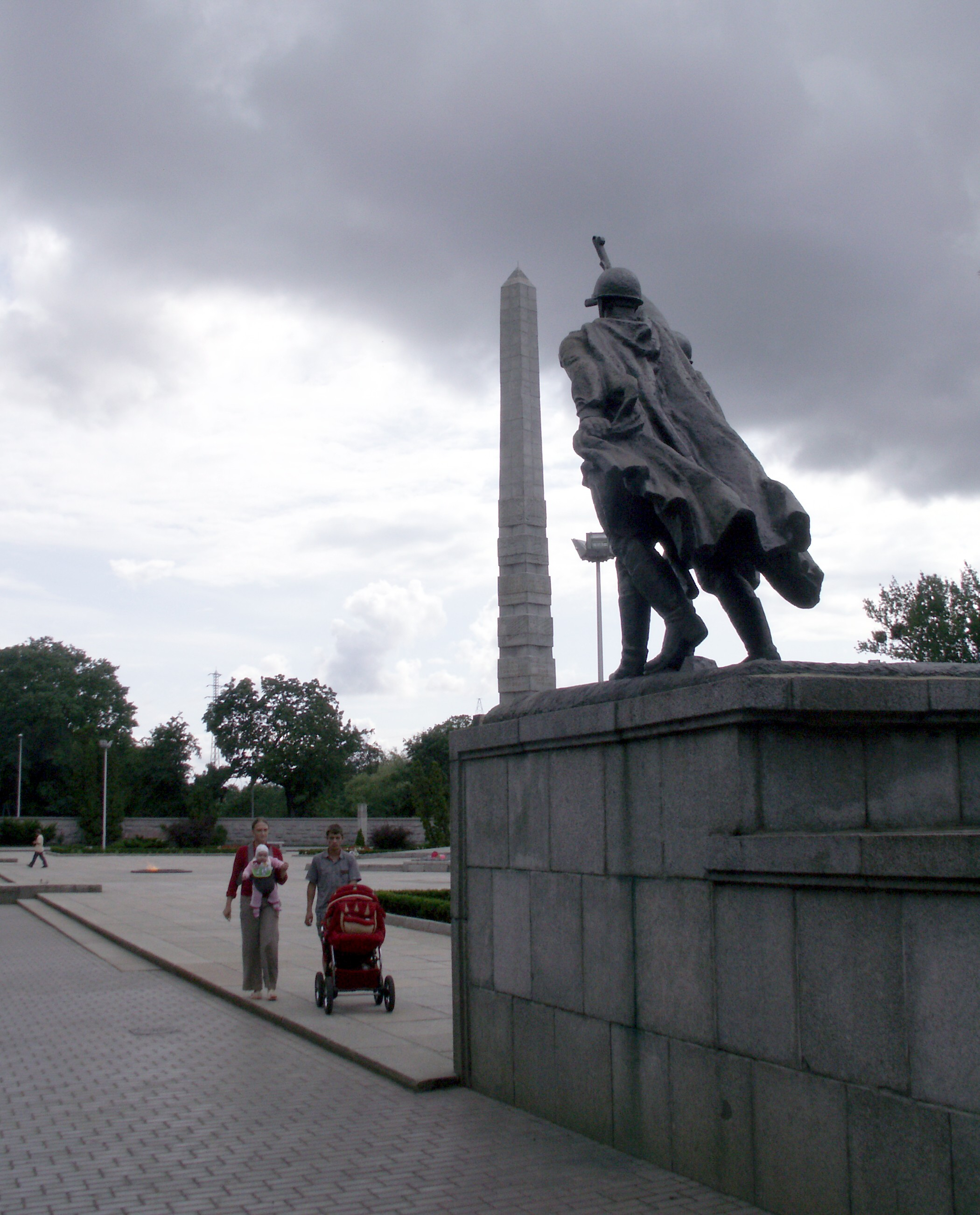
Ehrenmal der 1200 Gardisten in Kaliningrad

1943 begann Meltschakow auf Einladung I. W. Scholtowskis seine Lehrtätigkeit am Moskauer Architektur-Institut. Ab 1943 entwarf Meltschakow Denkmäler und beteiligte sich an Allunionswettbewerben. Insbesondere gestaltete er zusammen mit S. S. Nanuschjan und den Bildhauern P. Waiwada, B. Petrauskas, B. Pundzius, R. Jakimavičius, K. Jaroschtschunas und K. Bogdanas unter der Leitung von J. Mikėnas das Ehrenmal der 1200 Gardisten der 11. Gardearmee für die Gefallenen des Sturms auf Königsberg im späteren Kaliningrad am Gwardeiski Prospekt. Nach dem Gewinn des Wettbewerbs reiste er nach Königsberg zum Studium der Örtlichkeiten. Am 30. September 1945 wurde mit dem Bau der Anlage begonnen, und am 9. Mai 1960 wurde die Ewige Flamme entzündet. Zusammen mit Nikolai Dschemsowitsch Kolli schuf Meltschakow das Kalinin-Grabmal an der Moskauer Kremlmauer sowie ein Denkmal für General Brussilow.
1948 projektierte Meltschakow zusammen mit dem Künstler Roschdestwenski den Pavillon der UdSSR auf dem II. Weltkongress der Internationalen Demokratischen Frauenföderation in Budapest. In den 1950er Jahren beteiligte er sich am Bau der Triumphbögen in Kiew und Perejaslaw-Chmelnyzkyj zur Feier des 300. Jahrestags der Vereinigung der Ukraine mit Russland.

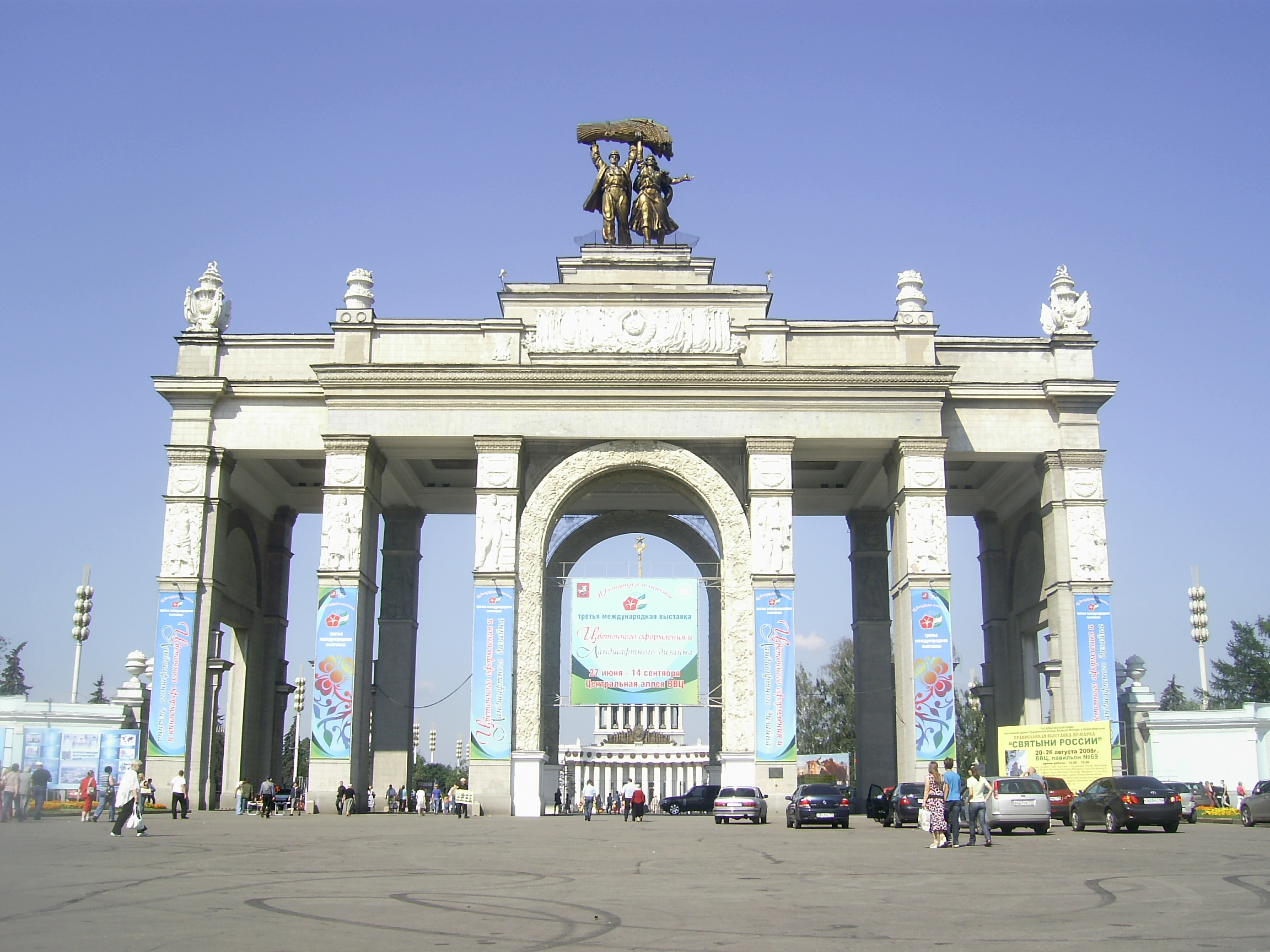
Haupteingangstor der Moskauer WSChW

Meltschakow schuf das Haupteingangstor der 1954 wiedereröffneten Allrussischen Landwirtschaftsausstellung (WSChW), und er beteiligte sich an den dortigen Pavillons der estnischen, lettischen und litauischen Sowjetrepubliken.
1966 wurde Meltschakow mit dem Orden des Roten Banners der Arbeit ausgezeichnet. 1977 zu seinem 70. Geburtstag und 50. Jahrestags seines Schaffens wurde ihm eine Ausstellung mit 250 seiner Architektur-Bilder und -Zeichnungen auch von seinen Reisen in Griechenland, Italien und England gewidmet. 1983 wurde er auf den Malerei-Lehrstuhl des Moskauer Architekturinstituts berufen.